# Synidotea laevis
Synidotea laevis är en kräftdjursart som beskrevs av Benedict 1897. Synidotea laevis ingår i släktet Synidotea och familjen tånglöss. Inga underarter finns listade i Catalogue of Life.